# Rully (Saône-et-Loire)
Rully é uma comuna francesa na região administrativa de Borgonha-Franco-Condado, no departamento de Saône-et-Loire. Estende-se por uma área de 15,61 km². Em 2010 a comuna tinha 1 586 habitantes (densidade: 101,6 hab./km²).